# Laudianisme

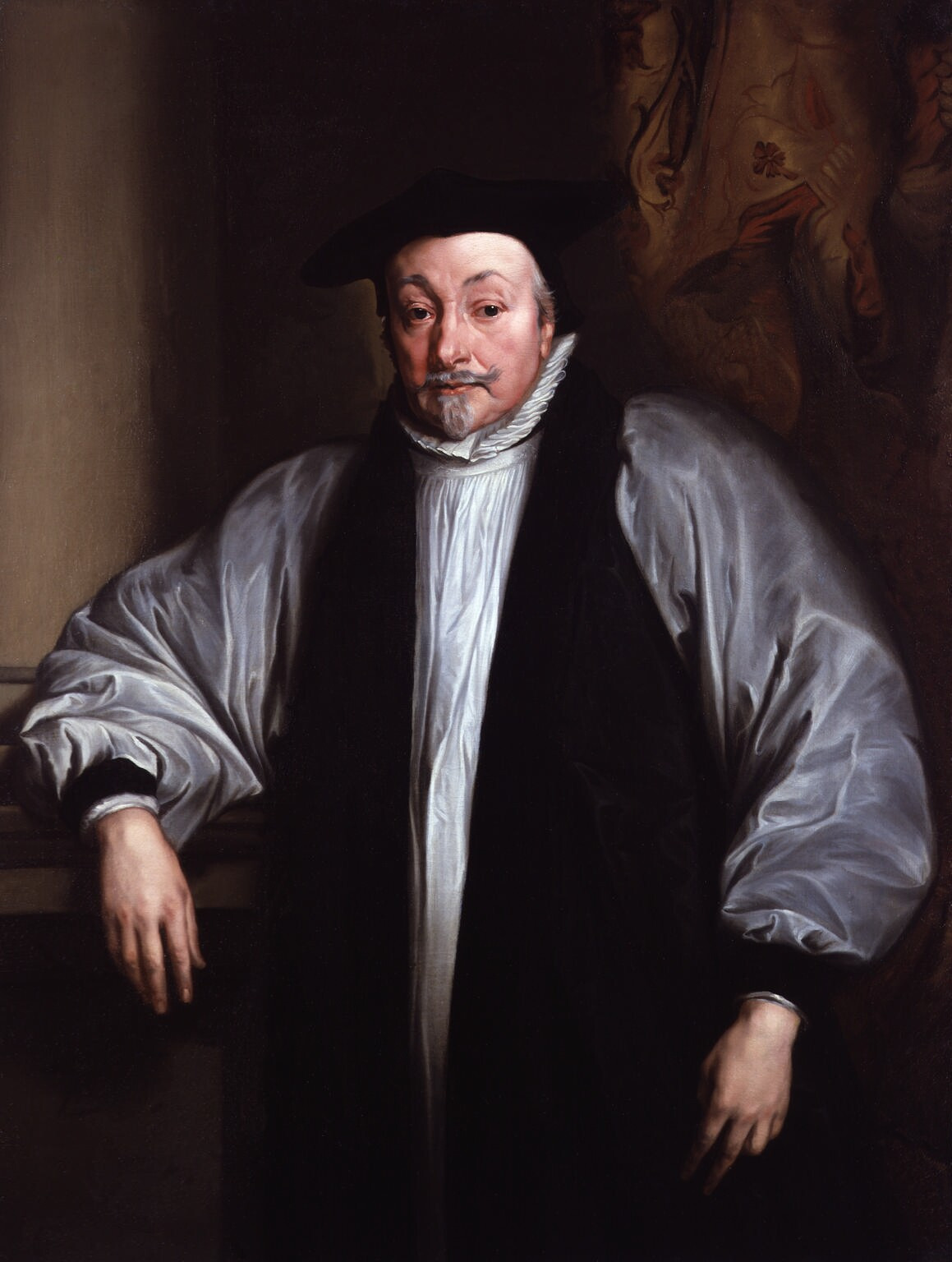
L'archevêque William Laud (1573-1645), promoteur du mouvement qui porte son nom.

Le laudianisme ou laudisme est un mouvement de réforme du début du XVIIe siècle au sein de l'Église d'Angleterre, promulgué par l'archevêque William Laud et ses partisans. Il rejetait la double prédestination mise en avant par le calvinisme précédemment dominant en faveur du libre-arbitre et la possibilité du salut pour tous les hommes. Il est probablement mieux connu pour son impact sur le mouvement anglican de la Haute Église et pour son accent sur la cérémonie liturgique et la hiérarchie cléricale. Le laudianisme constituait l'aboutissement du mouvement de l'arminianisme dans l'Église d'Angleterre, mais ne fut ni de nature purement théologique, ni limité à l'Église d'Angleterre. 

## Théologie
Le règlement élisabéthain de 1559, qui donna le ton à la politique religieuse anglaise jusqu'à la montée du laudianisme, était un mélange théologique de doctrines catholiques, de calvinisme et de quelques éléments mineurs du luthéranisme, sans adhérer officiellement à aucune d'entre elles. Bien que la doctrine de la double prédestination devait être manipulée avec soin au niveau des paroisses afin de compenser le désespoir et la désobéissance qui s'ensuivait, le dix-septième des Trente-neuf articles énonce une doctrine de la prédestination à la vie comme l'un des principes fondateurs de l'Église d'Angleterre mais omet la mention de la réprobation. Contrairement à la doctrine de Calvin et de Bèze sur la prédestination, qui est supra-lapsarienne, double et inconditionnelle, l'opinion la plus courante chez les réformés était la prédestination sous- ou infra-lapsarienne, qui comprenait la prédestination de Dieu comme agissant sur des êtres humains considérés comme déjà existants, créé et déchus, de sorte que cette réprobation était purement judiciaire. L'essence du laudianisme au sens théologique était la croyance en la grâce et l'expiation universelle de Dieu et au libre arbitre de tous les hommes afin d'obtenir le salut. Ainsi, diverses théories réformées de la prédestination étaient exclues. La prédestination était donc basée sur la prescience de Dieu de ceux qui croient (élection conditionnelle), remettant ainsi en question les enseignements fondamentaux de l'Église d'Angleterre établie. En outre, l'insistance de Laud sur l'uniformité dans le rituel a suscité une grande opposition des puritains. 

## Le laudianisme en pratique
En pratique, cette théologie conduisit à une polarisation au sein du protestantisme anglais, au point que les mouvements du laudianisme et du puritanisme ne pouvaient plus être décrits sous une bannière globale[citation nécessaire]. La prédestination avait été une caractéristique unificatrice de l'Église réformée et, bien que des groupes plus radicaux aient pu être désapprouvés, il existait toujours un sentiment de fraternité parmi les adhérents des approches supra et infra-lapsariennes. L'archevêque Laud était en désaccord avec l'opinion de ses prédécesseurs, tels que John Whitgift, selon laquelle les puritains étaient des frères aberrants, égarés mais méritant un certain degré d'indulgence. Il estimait plutôt que les non-conformistes protestants représentaient une menace directe pour l'ordre et qu’il existait davantage de points communs entre sa propre position et celle de l’église catholique pré-réformée. 
L’édition de 1633 du dictionnaire standard anglais-latin, de William Laud, contenait pour la première fois le mot Praedestinatiani, défini comme « une sorte d’hérétique qui croit en une prédetermination fataliste des choses, personne ou action, et que tout ce qui advient, advient nécessairement, particulièrement en ce qui concerne le salut et la damnation de chaque personne individuelle». 
À la suite des négociations du mariage royal avec l’Espagne, Jacques Ier dû faire face à une montée d’hostilité de la chaire et de la presse. Bien que le roi ait tenté de faire taire une telle opposition par des proclamations, l'emprisonnement des coupables et une série d'instructions aux prédicateurs en 1622, l'opposition émana de personnalités appartenant à l'Église, telles que plusieurs aumôniers royaux, le doyen Sutcliffe d'Exeter, l'archidiacre Hakewill de Surrey et George Abbot, l'archevêque de Cantorbéry. On peut en déduire que le laudianisme marque une rupture radicale avec les pratiques et perceptions antérieures au sein de l’Église élisabéthaine et de la première église des Stuarts. En effet, Jacques réagit à cet épisode en apportant son soutien aux ecclésiastiques anti-calvinistes tels que Lancelot Andrewes dans les diocèses de Winchester et Montaigne dans les diocèses de Londres et, enfin, élevant Laud à l'épiscopat, modifiant ainsi radicalement la base du pouvoir en faveur du mouvement émergent. 
Charles Ier poussa ces changements de personnes encore plus loin lorsqu'on promit à Laud l'archevêché de Cantorbéry et qu'il devint le porte-parole religieux du régime. En tant qu'évêque de Londres, il contrôlait les presses à imprimer depuis 1628 et interdisait toute discussion sur la prédestination. La primauté de York fut remplie d'une succession de laudiens depuis la mort des calvinistes Matthews en 1628 et à partir de 1632, elle fut occupée par Neile, le mentor de William Laud. En 1628, le duc de Buckingham fut nommé chancelier de l'université de Cambridge et tous les enseignements sur la prédestination furent par la suite interdits. Cela fut soutenu par une proclamation royale qui interdit effectivement le calvinisme au niveau national. 
Il y avait aussi une rupture visuelle avec les pratiques antérieures de la première église Stuart. Lors de sa traduction à l'évêché de Durham en 1617, Richard Neile fit transformer la table de communion à l'autel situé à l'extrémité Est de la cathédrale et soutint Laud (alors placé sous son patronage) dans une action similaire menée dans les diocèses de Gloucester. 
Dans les années 1630, Laud déclara que « l'autel est le plus grand lieu de résidence de Dieu sur la terre, plus grand que la chaire, car il est Hoc est corpus meum, [Ceci est mon corps]; mais dans la chaire n'est tout au plus que Hoc est verbum meum, [Ceci est ma parole]. »  En novembre 1633, par acte de Conseil privé, le roi Charles Ier créa le précédent selon lequel toutes les églises paroissiales devaient suivre la pratique commune de la cathédrale consistant à placer des tables de communion à l’Est de l’extrémité des chancels. Ceci était porteur de sens. En effet, l'un des principaux points de la réforme avait été le remplacement de l'enseignement catholique selon lequel le salut venait nécessairement de l'Église par les sacrements de communion, de baptême et de confession. Ces rites avaient également été maintenus dans les églises protestantes. L'importance visuelle que cela donnait à l'acte de communion contredisait directement la doctrine calviniste du salut par la foi seule[citation nécessaire], la connaissance de cet aspect était communiquée par la prédication. À noter que cette pratique était semblable à l'utilisation luthérienne contemporaine des autels et des objets d'art médiévaux. De même, quelques années plus tard, on pouvait voir les évêques Overall et Andrewes prôner la pratique de la confession avant de recevoir la Sainte Communion. La confession, comme les bonnes œuvres, impliquait que l'homme avait l’opportunité d'améliorer ses chances d'obtenir le salut et, encore une fois, étaient inconciliables avec les cinquante années précédentes d'enseignement calviniste sur la prédestination. 

## Le laudianisme et la guerre civile anglaise
Les années 1630 virent une polarisation de l'opinion religieuse influencée par des réactions aux tracts, sermons et au lobbying; les événements révolutionnaires en Écosse; la guerre de trente ans ; et le niveau de corruption ecclésiastique révélé par les enquêtes du parlement. De même, en relation avec les attaques contre des représentants du gouvernement, mis à part celles qui visaient les grands hommes de l'État, le harcèlement des ecclésiastiques laudiens était significatif. 
Après 1640, les laudiens et les arminiens, qui jouissaient auparavant de la faveur de la hiérarchie épiscopale, se sont retrouvés sous les attaques du Parlement et de la presse. Les Constitutions and Canons Ecclesiasticall furent adoptés par la Convocation de 1640, restant exceptionnellement en session après la dissolution du Court Parlement. Ils inclurent dans le canon VI ce qui est devenu notoire comme le « serment et cetera », un engagement à défendre l'épiscopat et la hiérarchie anglicane actuelle. 
Les prêtres et les évêques qui s'étaient réunis à la Convocation pour rédiger les canons de 1640 revendiquèrent avec force les cérémonies et les rites de l'Église établie, mais, au bout de quelques mois, ne parvinrent pas à les faire respecter. En décembre 1640, treize évêques avaient été destitués et une douzaine d'entre eux les avaient suivis en décembre 1641. Moins de huit semaines après l'ouverture du Parlement, les Chambres ne réclamaient pas la restauration de l'église pré-laudienne, proches des lignes élisabéthaines ou jacobiennes, mais l'abolition de tout l'ordre ecclésiastique et sa reconstruction dans un moule puritain. La destitution des juges ecclésiastiques et l'abolition de la haut commission signifiaient que l'Église établie n'était pas protégée au niveau paroissial. Les livres de prières et les surplis furent déchirés; les tables de communion furent déplacées et les clôtures d'autel furent brûlées. Le rétablissement de l'Église anglicane, dans sa version laudienne, ne se produisit pas avant la Restauration en 1660. 

### Citations
1. ↑  Fincham et Lake 1993, p. 34.
2. 1 2 3  Tyacke 1994, p. 53.
3. ↑  Trevor-Roper 1962.
4. ↑  Cressy 2003.
5. ↑  Morrill 2014, p. 82.
6. ↑  Morrill 2014, p. 73-74.

### Sources
- (en) Kenneth Fincham et Peter Lake, The Early Stuart church, Stanford University Press, 1993 (ISBN 0-8047-2196-3), « The Ecclesiastical Policies of James I and Charles I »
- (en) Nicholas Tyacke, Reformation to revolution : politics and religion in early modern England, Routledge, 1994 (ISBN 0-415-09691-X), « Puritanism, Arminianism and Counter-revolution »
- (en) Hugh Trevor-Roper, Archbishop Laud, 1962, 2e éd. (ASIN B0007G148O)
- (en) Cressy, « Revolutionary England 1640-1642 », Past and Present, no 181,‎ 2003 (JSTOR 3600785)
- (en) John Morrill, The Nature of the English Revolution, Routledge, 2014, 73-74,82 (ISBN 978-1-317-89581-7, lire en ligne)